# 太来彝族苗族乡
太来彝族苗族乡是中华人民共和国贵州省毕节市黔西市下辖的一个民族乡。

## 行政区划
太来彝族苗族乡下辖以下村级行政区划单位：
太来社区、太来村、芭蕉村、新坝村、五锁村、榨房村、箐口村、方田村、硐口村、长槽村、院子村、沙寨村、独山村和龙江村。